# György Matolcsy
Dans le nom hongrois Matolcsy György, le nom de famille précède le prénom, mais cet article utilise l’ordre habituel en français György Matolcsy, où le prénom précède le nom.
György Huba Matolcsy, né le 18 juillet 1955, est un homme politique hongrois, membre de la Fidesz-Union civique hongroise (Fidesz-MPSz). Ministre de l'Économie nationale de 2010 à 2013, il quitte le gouvernement hongrois pour diriger la Banque nationale hongroise.

## Biographie
Diplômé en sciences économiques de l'Université Corvinus de Budapest en 1977, il entre, l'année suivante, au ministère des Finances. Après avoir été, en 1990, conseiller économique du Premier ministre József Antall, il travaille au sein de diverses structures publiques, puis est recruté, en 1998, comme conseiller économique, par le Premier ministre Viktor Orbán, qui le nomme ministre de l'Économie le 1er janvier 2000.
En 2003, il adhère à la Fidesz-Union civique hongroise, et devient, le 29 mai 2010, ministre de l'Économie nationale du nouveau gouvernement de Viktor Orbán. Son ministère est chargé de la politique économique, des finances publiques et de l'emploi.
Controversé, notamment pour s'être déclaré à maintes reprises en faveur du principe de préférence nationale, il quitte, le 3 mars 2013, le gouvernement hongrois pour diriger la Banque nationale hongroise, étant nommé gouverneur par le Premier ministre Viktor Orbán.